# Halowe Mistrzostwa Świata w Lekkoatletyce 2025 – bieg na 400 m mężczyzn
Bieg na 400 metrów mężczyzn – jedna z konkurencji biegowych rozgrywanych podczas halowych lekkoatletycznych mistrzostw świata w Nanjing’s Cube w Nankinie.
Tytułu mistrzowskiego z 2024 nie bronił Alexander Doom.

## Terminarz
Źródło: worldathletics.org.
| Data     | Godzina |            |
| -------- | ------- | ---------- |
| 21 marca | 10:23   | Eliminacje |
| 21 marca | 20:47   | Półfinały  |
| 22 marca | 20:55   | Finał      |

## Rekordy
W poniższej tabeli przedstawiono (według stanu przed rozpoczęciem mistrzostw) rekord świata, rekord halowych mistrzostw świata, rekordy kontynentów oraz najlepszy wynik na listach światowych w 2025.
|                                   | Zawodnik           | Wynik | Miejsce         | Data                | Źródło |
| --------------------------------- | ------------------ | ----- | --------------- | ------------------- | ------ |
| Rekord świata                     | Kerron Clement     | 44,57 | Fayetteville    | 12 marca 2005(dts)  | [ 2 ]  |
| Rekord halowych mistrzostw świata | Jereem Richards    | 45,00 | Belgrad         | 19 marca 2022(dts)  | [ 2 ]  |
| Rekord Afryki                     | Ezekiel Nathaniel  | 44,74 | Lubbock         | 1 marca 2025(dts)   | [ 2 ]  |
| Rekord Ameryki Południowej        | Jhon Perlaza       | 46,07 | Birmingham      | 9 marca 2019(dts)   | [ 3 ]  |
| Rekord Ameryki Północnej          | Michael Norman     | 44,52 | College Station | 10 marca 2018(dts)  | [ 2 ]  |
| Rekord Australii i Oceanii        | Steven Solomon     | 45,44 | Clemson         | 23 lutego 2018(dts) | [ 2 ]  |
| Rekord Azji                       | Abd al-Ilah Harun  | 45,39 | Sztokholm       | 19 lutego 2015(dts) | [ 2 ]  |
| Rekord Europy                     | Thomas Schönlebe   | 45,05 | Sindelfingen    | 5 lutego 1988(dts)  | [ 2 ]  |
| Rekord Europy                     | Karsten Warholm    | 45,05 | Glasgow         | 2 marca 2019(dts)   | [ 2 ]  |
| Listy światowe                    | Christopher Bailey | 44,70 | Fayetteville    | 14 lutego 2025(dts) | [ 2 ]  |

## Listy światowe
Poniższa tabela przedstawia 10 najlepszych wyników na świecie uzyskanych w sezonie 2025 przed rozpoczęciem mistrzostw.
Źródło: worldathletics.org.
| Poz. | Zawodnik                     | Reprezentacja     | Wynik | Data              | Miejsce         |
| ---- | ---------------------------- | ----------------- | ----- | ----------------- | --------------- |
| 1.   | Christopher Bailey           | Stany Zjednoczone | 44,70 | 14 lutego(dts) br | Fayetteville    |
| 2.   | Ezekiel Nathaniel            | Nigeria           | 44,74 | 1 marca(dts) br   | Lubbock         |
| 3.   | Jayden Davis                 | Stany Zjednoczone | 44,95 | 1 marca(dts) br   | Lubbock         |
| 4.   | Auhmad Robinson              | Stany Zjednoczone | 45,07 | 1 marca(dts) br   | College Station |
| 5.   | Attila Molnár                | Węgry             | 45,08 | 4 lutego(dts) br  | Ostrawa         |
| 6.   | Jenoah McKiver               | Stany Zjednoczone | 45,19 | 1 lutego(dts) br  | Fayetteville    |
| 7.   | Tyler Floyd                  | Kanada            | 45,24 | 1 marca(dts) br   | College Station |
| 8.   | Christopher Morales-Williams | Kanada            | 45,26 | 14 lutego(dts) br | Clemson         |
| 9.   | Maksymilian Szwed            | Polska            | 45,31 | 8 marca(dts) br   | Apeldoorn       |
| 10.  | Jacory Patterson             | Stany Zjednoczone | 45,41 | 14 lutego(dts) br | Clemson         |

Pogrubioną czcionką oznaczono zawodników, którzy wzięli udział w mistrzostwach.

## Wyniki

### Eliminacje
Awans: Dwóch najlepszych z każdego biegu (Q) oraz dwóch z najlepszymi czasami wśród przegranych (q).
Źródło: worldathletics.org.
| Pozycja | Bieg | Tor | Zawodnik                     | Reprezentacja                        | Czas         | Uwagi |
| ------- | ---- | --- | ---------------------------- | ------------------------------------ | ------------ | ----- |
| 1.      | 2    | 6   | Christopher Bailey           | Stany Zjednoczone                    | 45,70        | Q     |
| 2.      | 4    | 6   | Matheus Lima                 | Brazylia                             | 45,79        | Q,    |
| 3.      | 5    | 5   | Christopher Morales-Williams | Kanada                               | 45,85        | Q     |
| 4.      | 5    | 6   | Jacory Patterson             | Stany Zjednoczone                    | 45,94        | Q     |
| 5.      | 1    | 6   | Brian Faust                  | Stany Zjednoczone                    | 46,20        | Q     |
| 6.      | 2    | 4   | Patrik Simon Enyingi         | Węgry                                | 46,23        | Q     |
| 7.      | 3    | 6   | Attila Molnár                | Węgry                                | 46,35        | Q     |
| 8.      | 2    | 5   | Cooper Sherman               | Australia                            | 46,52        | q,    |
| 9.      | 3    | 5   | Fūga Satō                    | Japonia                              | 46,60        | Q,    |
| 10.     | 1    | 3   | Boško Kijanović              | Serbia                               | 46,62        | Q,    |
| 11.     | 1    | 4   | Rusheen McDonald             | Jamajka                              | 46,72        | q,    |
| 12.     | 1    | 5   | Matěj Krsek                  | Czechy                               | 46,76        |       |
| 13.     | 4    | 5   | Lionel Spitz                 | Szwajcaria                           | 46,79        | Q     |
| 14.     | 2    | 3   | Patrik Dömötör               | Słowacja                             | 47,15        |       |
| 15.     | 1    | 1   | Jimy Soudril                 | Francja                              | 47,28        |       |
| 16.     | 3    | 4   | Wendell Miller               | Bahamy                               | 47,33        | PB    |
| 17.     | 2    | 2   | Ryō Yoshikawa                | Japonia                              | 47,47 (,462) | PB    |
| 18.     | 1    | 2   | Manuel Guijarro              | Hiszpania                            | 47,47 (,463) |       |
| 19.     | 3    | 3   | Jadson Erick Soares Lima     | Brazylia                             | 47,74        | PB    |
| 20.     | 5    | 3   | Michal Desenský              | Czechy                               | 47,84        |       |
| 21.     | 4    | 1   | Matej Baluch                 | Słowacja                             | 48,14        |       |
| 22.     | 4    | 4   | Wumaier Ailixier             | Chiny                                | 48,73        |       |
| 23.     | 3    | 1   | Iñigo Pérez                  | Honduras                             | 49,18        |       |
| 24.     | 4    | 2   | Rasheeme Griffith            | Barbados                             | 49,63        |       |
| 25.     | 3    | 2   | Mohammad Jahir Rayhan        | Bangladesz                           | 49,84        | SB    |
| 26.     | 5    | 2   | Rusłan Litowski              | Kirgistan                            | 50,10        |       |
| 27 !    | 5    | 4   | Malique Smith                | Wyspy Dziewicze Stanów Zjednoczonych | DNS          |       |
| 27 !    | 5    | 1   | Kalinga Kumarage             | Sri Lanka                            | DNS          |       |
| 27 !    | 4    | 3   | Markel Fernández             | Hiszpania                            | DNS          |       |

### Półfinały
Awans: Trzech najlepszych z każdego biegu (Q).
Źródło: worldathletics.org.
| Pozycja | Bieg | Tor | Zawodnik                     | Reprezentacja     | Czas         | Uwagi |
| ------- | ---- | --- | ---------------------------- | ----------------- | ------------ | ----- |
| 1.      | 2    | 6   | Brian Faust                  | Stany Zjednoczone | 45,89 (,881) | Q     |
| 2.      | 2    | 4   | Jacory Patterson             | Stany Zjednoczone | 45,89 (,886) | Q     |
| 3.      | 1    | 6   | Christopher Bailey           | Stany Zjednoczone | 45,91        | Q     |
| 4.      | 2    | 5   | Matheus Lima                 | Brazylia          | 46,22        | Q     |
| 5.      | 1    | 4   | Attila Molnár                | Węgry             | 46,32        | Q     |
| 6.      | 1    | 5   | Christopher Morales-Williams | Kanada            | 46,62        | Q     |
| 7.      | 2    | 3   | Patrik Simon Enyingi         | Węgry             | 46,93        |       |
| 8.      | 1    | 1   | Boško Kijanović              | Serbia            | 47,20        |       |
| 9.      | 1    | 2   | Rusheen McDonald             | Jamajka           | 47,22        |       |
| 10.     | 2    | 1   | Cooper Sherman               | Australia         | 47,67        |       |
| 11.     | 2    | 2   | Lionel Spitz                 | Szwajcaria        | 47,72        |       |
| 12.     | 1    | 3   | Fūga Satō                    | Japonia           | 48,31        |       |

### Finał
Źródło: worldathletics.org.
| Pozycja | Tor | Zawodnik                     | Reprezentacja     | Czas  | Uwagi |
| ------- | --- | ---------------------------- | ----------------- | ----- | ----- |
| 01 !    | 6   | Christopher Bailey           | Stany Zjednoczone | 45,08 |       |
| 02 !    | 5   | Brian Faust                  | Stany Zjednoczone | 45,47 | =     |
| 03 !    | 3   | Jacory Patterson             | Stany Zjednoczone | 45,54 |       |
| 4.      | 4   | Attila Molnár                | Węgry             | 45,77 |       |
| 5.      | 2   | Christopher Morales-Williams | Kanada            | 46,71 |       |
| 6.      | 1   | Matheus Lima                 | Brazylia          | 46,94 |       |